# 拉罗谢尔主教座堂

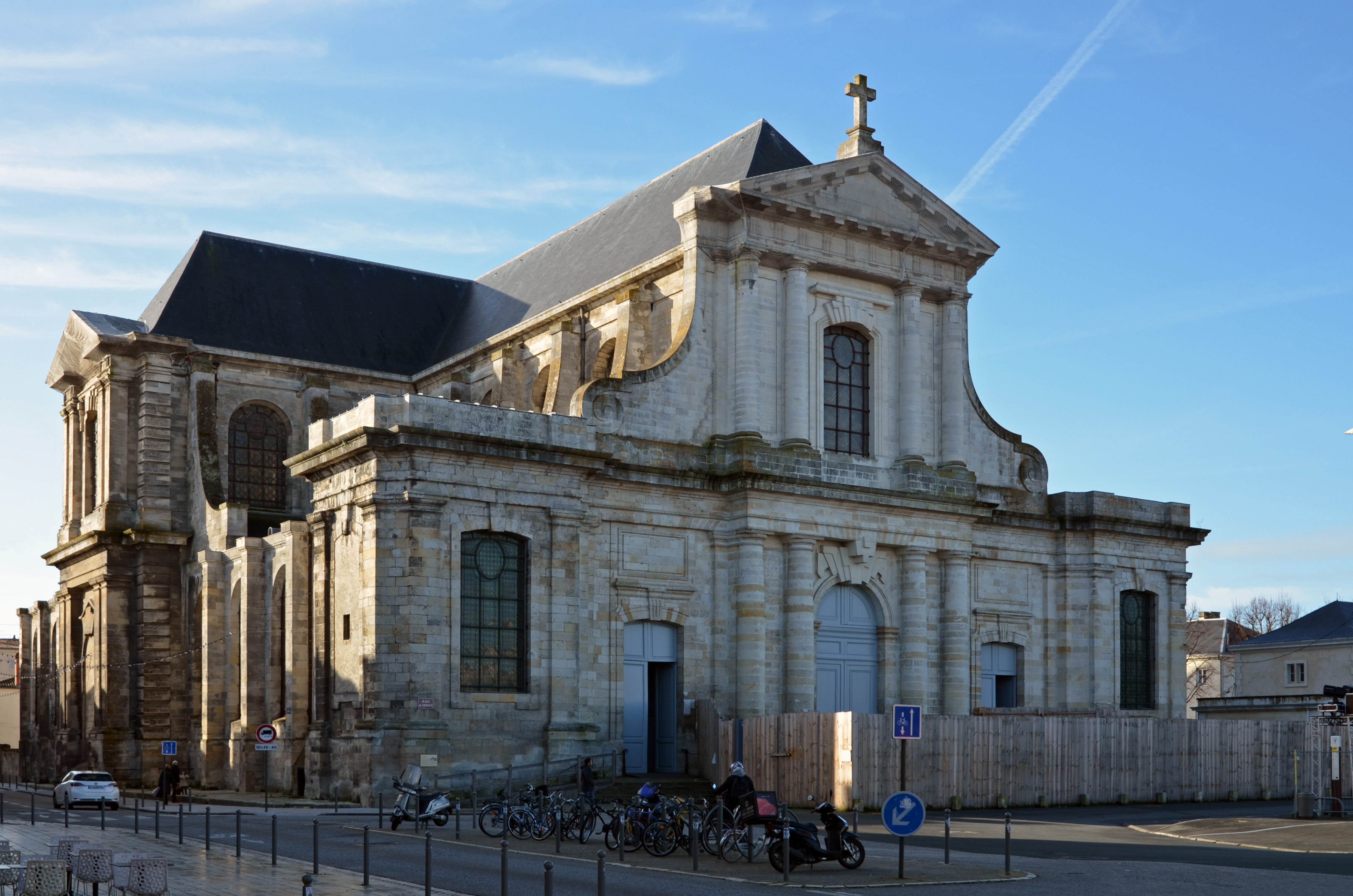
拉罗谢尔主教座堂

拉罗谢尔圣路易主教座堂（Cathédrale Saint-Louis de la Rochelle）是天主教拉罗谢尔教区的主教座堂，法国历史古迹（自1906年起），位于法国西部港口城市拉罗谢尔。
天主教拉罗谢尔教区成立于1648年，但直到1742年才奠基开工，当时设计者Jacques Gabriel已经去世，遂由其子Ange-Jacques Gabriel接续。1784年祝圣，当时尚未完工。